# Кабрини, Антонио
Анто́нио Кабри́ни (итал. Antonio Cabrini; род. 8 октября 1957, Кремона, Ломбардия) — итальянский футболист, тренер и политик. Выступал на позиции левого защитника. Один из восьми футболистов, выигравших Лигу чемпионов, Кубок УЕФА и Кубок обладателей кубков, а также Суперкубок УЕФА и Межконтинентальный кубок. Чемпион мира 1982 года.

## Биография
В чемпионате Италии провёл 416 матчей, забил 38 мячей (в Серии А 352 матча — 35 мячей). Профессиональную карьеру начал в команде «Кремонезе» в 1973 году. Уже через два года он перешёл в «Аталанту». Наконец, в 1976 году Кабрини присоединился к «Ювентусу», где прошли лучшие годы его карьеры. Только в Серии A за «Юве» Антонио провёл 297 игр, в которых забил 33 гола. Все свои титулы на клубном уровне он завоевал в составе «Старой Синьоры». Среди них — 6 чемпионских титулов, два Кубка Италии, по одному трофею европейского футбола — все существовавшие в 1970-х и 1980-х годах, а также Межконтинентальный кубок. Последние два сезона Кабрини провёл в «Болонье».
В сборной Италии Кабрини провёл 73 матча, забил 9 мячей, 10 матчей выводил сборную на поле с капитанской повязкой. Чемпион мира 1982 года, в финальном матче не забил пенальти. Также принимал участие в чемпионатах мира 1978 и 1986 годов и в чемпионате Европы 1980 года. Играл в стартовом составе сборной Италии в трёх чемпионатах мира подряд, сыграв в общей сложности в финальных стадиях 18 матчей.
28 мая 1991 года в Кремоне состоялся прощальный матч Кабрини, в котором сборная Италии образца 1982 года победила сборную мира со счётом 7:5.
После окончания карьеры футболиста работал тренером. Работал с итальянскими командами низших лиг, а также со сборной Сирии в 2007—2008 годах. В 2009 году Кабрини объявил о намерении баллотироваться в законодательное собрание области Лацио.

## Титулы
- Чемпион мира (1): 1982
- Чемпион Италии (6): 1976/77, 1977/78, 1980/81, 1981/82, 1983/84, 1985/86
- Кубок Италии (2): 1977/78, 1982/83
- Кубок Европейских чемпионов (1): 1985
- Кубок обладателей кубков (1): 1984
- Кубок УЕФА (1): 1977
- Суперкубок УЕФА (1): 1985
- Межконтинентальный кубок (1): 1985
- Лучший молодой игрок чемпионата мира 1978 года